# Leekster Eagles
Il Leekster Eagles è una squadra olandese di calcio a 5 con sede a Leek, nel comune di Westerkwartier.

## Storia
La squadra fu istituita nel 1984 all'interno della società calcistica amatoriale Vlug En Vaardig '67 (VEV '67), da cui si distaccherà appena tre anni più tardi assumendo la denominazione "Sportcentrum Leek". Nelle stagioni seguenti la società gareggia con il nome degli sponsor (Zwart Optiek Leek e Hummel Eagles), finché, nel 1997, assume l'attuale denominazione.

## Rosa 2009-2010
| N. |                        | Ruolo | Calciatore          |
| -- | ---------------------- | ----- | ------------------- |
| 1  | Paesi Bassi (bandiera) | P     | Roelof Dolfijn      |
| 16 | Paesi Bassi (bandiera) | P     | Jeremy Pfundt       |
| 0  | Paesi Bassi (bandiera) | G     | Dennis Liewes       |
| 4  | Paesi Bassi (bandiera) | G     | Duminda Menting     |
| 5  | Paesi Bassi (bandiera) | G     | Stefan Brouwer      |
| 8  | Paesi Bassi (bandiera) | G     | Brahim El Ajjouri   |
| 7  | Paesi Bassi (bandiera) | G     | Wasim El Baroudi    |
| 9  | Paesi Bassi (bandiera) | G     | Mohamed Bouraarassi |

| N. |                        | Ruolo | Calciatore       |
| -- | ---------------------- | ----- | ---------------- |
| 10 | Paesi Bassi (bandiera) | G     | Handrit Hoxhaj   |
| -  | Paesi Bassi (bandiera) | G     | Ite Hoolsema     |
| -  | Paesi Bassi (bandiera) | G     | Henrry Kramer    |
| 2  | Paesi Bassi (bandiera) | G     | Yoshua St. Juste |
| 3  | Paesi Bassi (bandiera) | P     | Hossein Roghani  |
| 11 | Paesi Bassi (bandiera) | G     | Bas Lulofs       |
| 12 | Paesi Bassi (bandiera) | G     | Alexander Goos   |